# Dr. Phil (TV-program)
Dr. Phil, originaltitel The Dr. Phil Show (för att särskilja från pseudonymen för den kända personen), var en amerikansk pratshow skapad av Oprah Winfrey och psykologen Phil McGraw, känd som "Dr. Phil", med Dr. Phil som programledare. I programmet deltog amerikaner (ofta familjer eller par) som skrivit in till programmet för att diskutera problematiska livssituationer med Dr. Phil. Dr. Phil gav gästerna råd och erbjöd ofta efterhandsbehandlingar i behandlingsanläggningar.
Totalt producerades 21 säsonger, varav totalt 3 505 avsnitt. I Sverige TV-sändes tidigare avsnitt på Sjuan och TV4 varje vecka på torsdagar och lördagar. 2023 visas avsnitt på TV8.